# Hercostomus minutus
Hercostomus minutus är en tvåvingeart som beskrevs av Negrobov och Logvinovskii 1977. Hercostomus minutus ingår i släktet Hercostomus och familjen styltflugor. Inga underarter finns listade i Catalogue of Life.